# 파나마 야구 국가대표팀
파나마 야구 국가대표팀은 파나마를 대표하는 야구 국가대표팀이다.